# Papa Elise
Papa Elise é um ilhéu do atol de Funafuti, do país de Tuvalu. O nome Papa Elise é uma tradução do nome Father Ellice, e refere-se ao missionário que foi para Funafuti no final do século XIX.